# San Joaquin (Califórnia)
San Joaquin é uma cidade localizada no estado americano da Califórnia, no condado de Fresno. Foi incorporada em 14 de fevereiro de 1920.

## Geografia
De acordo com o United States Census Bureau, a cidade tem uma área de 3 km², onde todos os 3 km² estão cobertos por terra.

### Localidades na vizinhança
O diagrama seguinte representa as localidades num raio de 32 km ao redor de San Joaquin.

## Demografia

### Censo 2010
Segundo o censo nacional de 2010, a sua população é de 4 001 habitantes e sua densidade populacional é de 1 343,30 hab/km². É a cidade menos populosa do condado de Fresno. Possui 934 residências, que resulta em uma densidade de 313,58 residências/km².

### Censo 2000
De acordo com o censo nacional de 2000, a densidade populacional era de 1275,3/km² (3302,4/mi²) entre os 3270 habitantes, distribuídos da seguinte forma:
- 35,44% caucasianos
- 0,21% afro-americanos
- 1,56% nativo americanos
- 3,61% asiáticos
- 53,73% outros
- 5,44% mestiços
- 91,99% latinos

Existiam 636 famílias na cidade, e a quantidade média de pessoas por residência era de 4,66 pessoas.